# 山本嘉次郎
山本嘉次郎（日语：やまもと かじろう，1902年3月15日—1974年9月21日），日本電影導演、演員、編劇、隨筆作家，創作劇本時習以平戶延介、平田延介等為筆名。著名導演黑澤明曾擔任山本的助理導演，被黑澤明視為啓蒙恩師。

## 生平簡歷
1902年（明治35年）3月15日山本嘉次郎出生於東京市銀座采女町，父親曾任天狗煙草公司總經理。自慶應義塾大學畢業後，1920年曾與岡田嘉子共演《仲夏夜之夢》。但是雙親極力反對他朝著此方向發展，甚至與之斷絕親子關係，於是1922年（大正11年）山本拿著雙親斷絕關係時所給的金錢與近藤伊與吉等人共同創立「無名電影協會」。
後來進入日活公司，從助理導演開始幹起，一邊撰寫電影劇本，譬如1932年由田坂具隆執導、日本第一部ADR自動對白重置（automated dialogue replacement之縮寫）的《春天與女兒》（春と娘）便是出自山本的手筆。關東大地震發生後，山本替早川製作公司執導《熱火的十字路》（熱火の十字路），接下來在P.C.L.電影製作所拍攝多部由「日本喜劇王」榎本健一主演的電影，其中1936年《榎健的橡果頓兵衛》（エノケンのどんぐり頓兵衛）、1937年《榎健的滑稽金太》（エノケンのちゃっきり金太）等作品甚為膾炙人口。緊接著1938年高峰秀子主演的《作文課堂》、1941年高峰秀子主演及黑澤明擔任助理導演的《馬 (電影)》獲得日本影壇很高的評價，亦是高峰秀子從影生涯的代表作。

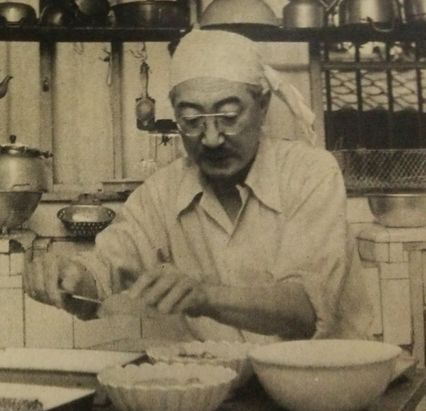
正在下廚的山本嘉次郎

1942年（昭和17年）山本起用圓谷英二為特效導演，替東寶電影拍攝了《夏威夷大海戰》。雖然這是受到海軍省命令而製作的愛國戰爭片，軍方卻因軍事機密不願提供航空母艦的詳細資料，是故拍攝團隊只好照著美國航母的相片資料搭蓋甲板等場景。結果在海軍的陪同下舉行試映審查會時，宮家為了這個問題勃然大怒，差點被禁演。戰後山本自己也曾表示：「究竟是誰平息那個場面，讓電影順利上映，我至今也毫無所悉。」1944年山本又以圓谷英二為特效導演，替東寶製作《加藤隼戰鬥隊》，並請來藤田進飾演主角加藤建夫戰隊長。由於陸軍全力支援拍攝，不單出動一式戰鬥機「隼」實機，也動員多數陸軍傘兵部隊，於是本片獲得當年度最高票房。後來，山本陸續推出1951年高千穗日鶴出道作《希望先生》（ホープさん）、1953年東寶首部彩色電影《花中的女兒們》（花の中の娘たち）等作品。
晚年時期少有受人矚目的作品，不過山本創作大量電影劇本。1960年代他擔任東寶的演員訓練班班主任時，以真摯的態度親自指導演員，博得「山嘉次老師（ヤマカジ先生）」的尊稱。除此之外，山本也對美食頗有鑽研，晚年陸續出版多本書籍介紹東京、橫濱的平價美食店鋪。

## 個人作品

### 導演作品
| 上映年度 | 作品名稱                                                           | 製作 / 發行                                   | 編劇                                  | 主演者                                                     | 片長                         |
| -------- | ------------------------------------------------------------------ | --------------------------------------------- | ------------------------------------- | ---------------------------------------------------------- | ---------------------------- |
| 1924年   | 《斷雲》                                                           | 東亞電影甲陽攝影棚 / 東亞電影                 | 丘虹二                                | 關操、鈴木澄子、高田稔、竹村信男、牧實                     | -分/黑白/默片                |
| 1924年   | 《戀慕小唄（小豆島情話）》                                         | 東亞電影甲陽攝影棚 / 東亞電影                 | 山本嘉次郎                            | 關操、島田嘉七、繪島千歌子、小明肇                         | -分/黑白/默片                |
| 1924年   | 《山的神秘》                                                       | 東亞電影甲陽攝影棚 / 東亞電影                 | 丘虹二                                | 根津新                                                     | -分/黑白/默片                |
| 1924年   | 《幸福時代》                                                       | 東亞電影甲陽攝影棚 / 東亞電影                 |                                       | 谷幹一、園薗子、石川秀造、郡光子、小宮一晃                 | -分/黑白/默片                |
| 1925年   | 《森之朝》                                                         | 東亞電影甲陽攝影棚 / 東亞電影                 | 笠井白路                              | 月岡正美、谷幹一、速見稔、都賀清司、金谷種子               | -分/黑白/默片                |
| 1925年   | 《食人之話》                                                       | 東亞電影甲陽攝影棚 / 東亞電影                 | 上月吏                                | 竹村信男、橫笛久子                                         | -分/黑白/默片                |
| 1925年   | 《爆彈兒》                                                         | 東亞電影甲陽攝影棚 / 東亞電影                 | 曾根純三                              | 高田稔、松尾文人、清川清、華村葉子、橫笛久子               | -分/黑白/默片                |
| 1925年   | 《光輝之門》                                                       | 牧野製作東京攝影棚 / 牧野電影                 | 山本嘉次郎                            | 近藤伊與吉、荒木清、三島洋子、伊澤蘭奢、山本嘉次郎         | -分/黑白/默片                |
| 1926年   | 《男兒一諾》                                                       | 牧野製作東京攝影棚 / 牧野電影                 | 小川一夫                              | 山本嘉次郎、近藤伊與吉、林正夫、成松和一、井上千枝子       | -分/黑白/默片                |
| 1926年   | 《向母親發誓》                                                     | 高松東製作                                    | 山本嘉次郎                            | 竹川巖鐵、渥美映子、河野清子、三島洋子、早川信子           | -分/黑白/默片                |
| 1926年   | 《父親的賣物》                                                     | 高松東製作                                    | 長崎武                                | 河原侃二、林真珠、銀野鈴子、近藤伊與吉、渥美映子           | -分/黑白/默片                |
| 1926年   | 《松田電影小品集「雲」》                                           | 高松製作吾嬬攝影棚                            | 山本嘉次郎                            | 衣笠英子、荒川清、伊沢蘭奢、林正夫、榊田敬二               | -分/黑白/默片                |
| 1932年   | 《細君新戰術》                                                     | 日活太秦攝影棚 / 日活                         | 高柳春雄                              | 谷幹一、峰銀子、伏見信子、星光                             | -分/黑白/默片                |
| 1932年   | 《受難華》                                                         | 日活太秦攝影棚 / 日活                         | 小林正                                | 市川春代、星玲子、瀨良章太郎、杉狂兒、村椿嘉子             | -分/黑白/默片                |
| 1932年   | 《笑容日活》                                                       | 日活太秦攝影棚 / 日活                         | 日活脚本部                            | 大河内傳次郎、片岡千惠藏                                   | -分/黑白/默片                |
| 1933年   | 《蒼穹之門》                                                       | 日活太秦攝影棚 / 日活                         | 小林正、毛利三郎                      | 夏川靜江、杉山昌三九、峰吟子                               | -分/黑白/默片                |
| 1933年   | 《桃色之女兒》                                                     | 日活太秦攝影棚 / 日活                         | 八田尚之                              | 山本嘉一、伊達里子、宇留木浩、杉山昌三九、大崎史朗         | -分/黑白/默片                |
| 1933年   | 《女房征服》                                                       | 日活太秦撮影所 / 日活                         | 山本嘉次郎                            | 杉狂兒、北原夏江、星玲子                                   | -分/黑白/默片                |
| 1933年   | 《戀愛非常時》                                                     | 日活太秦攝影棚 / 日活                         | 山本嘉次郎                            | 星光、花井蘭子、瀨良章太郎、橫山運平                       | -分/黑白/默片                |
| 1934年   | 《故鄉放晴》                                                       | 日活太秦攝影棚 / 日活                         | 山本嘉次郎                            | 鈴木傳明、山本嘉一、花井蘭子                               | -分/黑白/默片                |
| 1934年   | 《戀愛喜歡術》                                                     | 日活太秦攝影棚 / 日活                         | 山本嘉次郎                            | 市川春代、宇留木浩、廣瀨恒美                               | -分/黑白/默片                |
| 1934年   | 《榎健的青春醉虎傳》                                               | P.C.L.電影製作所 / 東寶東和                   | P.C.L.文藝部                          | 榎本健一、二村定一、堤真佐子、千葉早智子、大川平八郎       | 84分/黑白                    |
| 1934年   | 《阿爾卑斯大將》                                                   | P.C.L.電影製作所 / 東和商事電影部             | 松崎啓次                              | 丸山定夫、伊藤薫、千葉早智子、佐伯秀男、竹久千惠子         | 90分/黑白                    |
| 1935年   | 《少爺》                                                           | P.C.L.電影製作所                              | 小林勝                                | 宇留木浩、夏目初子、德川夢聲、森野鍛治哉、東屋三郎         | 82分/黑白                    |
| 1935年   | 《菫女兒》                                                         | P.C.L.電影製作所                              | 永見柳二                              | 堤真佐子、藤原釜足、力奇宮川、伊達里子、宇留木浩           | 61分/黑白                    |
| 1935年   | 《惡戲小僧》                                                       | P.C.L.電影製作所                              | 山本嘉次郎                            | 伊藤薫、高尾光子、藤原釜足、英百合子、神田千鶴子           | 69分/黑白                    |
| 1935年   | 《榎健的近藤勇》                                                   | P.C.L.電影製作所                              | Pierre Brillant劇團、P.C.L.電影製作所 | 榎本健一、二村定一、中村是好、柳田貞一、如月寛多           | 81分/黑白                    |
| 1936年   | 《榎健的橡果頓兵衛》                                               | P.C.L.電影製作所                              | 江口又吉                              | 榎本健一、二村定一、田島辰夫、柳田貞一、如月寛多           | 80分/黑白                    |
| 1936年   | 《我是貓》                                                         | P.C.L.電影製作所                              | 小林勝                                | 德川夢聲、丸山定夫、藤原釜足、宇留木浩、千葉早智子         | 87分/黑白                    |
| 1936年   | 《榎健的千萬長者》                                                 | P.C.L.電影製作所 / 東寶電影配給               | P.C.L.文藝部                          | 榎本健一、二村定一、宏川光子、柳田貞一、椿澄枝             | 58分/黑白                    |
| 1936年   | 《續榎健的千萬長者》                                               | P.C.L.電影製作所 / 東寶電影配給               | P.C.L.文藝部                          | 榎本健一、二村定一、宏川光子、中村是好、柳田貞一           | 54分/黑白                    |
| 1936年   | 《新婚的背後》                                                     | P.C.L.電影製作所 / 東寶電影配給               | P.C.L.文藝部                          | 岸井明、藤原釜足、竹久千恵子、神田千鶴子、小林千代子       | 67分/黑白                    |
| 1937年   | 《良人的貞操 前篇 春天來的話》                                     | P.C.L.電影製作所 / 東寶電影配給               | 木村千依男、山本嘉次郎                | 入江鷹子、關口喜美子、千葉早智子、丸山定夫、高峰秀子       | 85分/黑白                    |
| 1937年   | 《良人的貞操 後篇 秋天再度來》                                     | P.C.L.電影製作所 / 東寶電影配給               | 木村千依男、山本嘉次郎                | 入江鷹子、千葉早智子、高田稔、丸山定夫、高峰秀子           | 85分/黑白                    |
| 1937年   | 《日本女性讀本》                                                   | P.C.L.電影製作所 / 東寶電影配給               | 江口又吉、小崎政房、永見柳二          | 高田稔、竹久千惠子、三益愛子、北澤彪、江戶川蘭子           | 80分/黑白                    |
| 1937年   | 《榎健的滑稽金太 前篇第一集 隨它去三度笠之卷 第二集 去時順利之卷》 | P.C.L.電影製作所 / 東寶電影配給               | 山本嘉次郎                            | 榎本健一、中村是好、二村定一、如月寛多、柳田貞一           | 63分/白黒                    |
| 1937年   | 《榎健的滑稽金太 後篇第三集 歸來未知之卷 第四集 待到平靜之卷》     | P.C.L.電影製作所 / 東寶電影配給               | 山本嘉次郎                            | 榎本健一、中村是好、二村定一、如月寬多、柳田貞一           | 61分/黑白                    |
| 1937年   | 美之鷹                                                             | P.C.L.電影製作所 / 東寶電影配給               | 飯田正美                              | 霧立昇、神田千鶴子、北澤彪、佐伯秀男、椿澄枝               | 82分/黑白                    |
| 1938年   | 《藤十郎之戀》                                                     | 東寶電影東京攝影棚 / 東寶電影                 | 三村伸太郎                            | 長谷川一夫、藤原釜足、汐見洋、御橋公、瀧澤修               | 122分/黑白                   |
| 1938年   | 《作文課堂》                                                       | 東寶電影東京攝影棚 / 東寶電影                 | 木村千依男                            | 高峰秀子、小高勝、水谷史郎、清川虹子、德川夢聲             | 87分/黑白                    |
| 1938年   | 《榎健的驚奇人生》                                                 | 東寶電影東京攝影棚 / 東寶電影                 | 山本嘉次郎                            | 榎本健一、霧立昇、宏川光子、大河内傳次郎                   | 58分/黑白                    |
| 1939年   | 《榎健的精明時代》                                                 | 東寶電影東京攝影棚 / 東寶電影                 | 山本嘉次郎                            | 榎本健一、宏川光子、霧立昇、巽壽美子、二村定一             | 76分/黑白                    |
| 1939年   | 《忠臣藏 後篇》                                                    | 東寶電影東京攝影棚 / 東寶電影                 | 三村伸太郎                            | 大河内傳次郎、長谷川一夫、黑川彌太郎、鳥羽陽之助、清川莊司 | 89分/黑白                    |
| 1939年   | 《吞氣橫丁》                                                       | 東寶電影東京攝影棚 / 東寶電影                 | 山本嘉次郎                            | 藤原釜足、戶川弓子、天中軒雲月、小高勝、大川平八郎         | 85分/黑白                    |
| 1940年   | 《綠波的新婚旅行》                                                 | 東寶電影東京攝影棚 / 東寶電影                 | 山本嘉次郎                            | 古川綠波、渡边滨子、三益愛子、川田義雄、清川虹子           | 65分/黑白                    |
| 1940年   | 《榎健的散髮金太》                                                 | 東寶電影東京攝影棚 / 東寶電影                 | 小林正                                | 榎本健一、中村是好、柳田貞一、笠原英子、北村季佐江         | 82分/黑白                    |
| 1940年   | 《榎健的孫悟空 前篇》                                              | 東寶電影東京攝影棚 / 東寶電影                 | 山本嘉次郎                            | 榎本健一、岸井明、金井俊夫、柳田貞一、北村武夫             | 73分/黑白                    |
| 1940年   | 《榎健的孫悟空 後篇》                                              | 東寶電影東京攝影棚 / 東寶電影                 | 山本嘉次郎                            | 榎本健一、岸井明、金井俊夫、柳田貞一、北村武夫             | 67分/黑白                    |
| 1941年   | 《馬》                                                             | 東寶電影東京攝影棚、電影科學研究所 / 東寶電影 | 山本嘉次郎                            | 高峰秀子、藤原雞太、竹久千惠子、二葉薰、平田武             | 129分/黑白/標準              |
| 1941年   | 《如降雨般的巷道裡》                                               | 東寶電影東京攝影棚 / 東寶電影                 | 山本嘉次郎                            | 榎本健一、月田一郎、山根壽子、若原春江、柳田貞一           | 95分/黑白                    |
| 1942年   | 《希望之青空》                                                     | 東寶電影                                      | 山崎謙太、小國英雄、山本嘉次郎        | 山本禮三郎、二葉薰、藤原雞太、英百合子、池部良             | 96分/黑白                    |
| 1942年   | 《夏威夷大海戰》                                                   | 東寶電影 / 電影發行社                         | 山崎謙太、山本嘉次郎                  | 伊東薫、英百合子、原節子、加藤照子、中村彰                 | 117分/黑白                   |
| 1944年   | 《加藤隼戰鬥隊》                                                   | 東寶 / 電影發行社                             | 山本謙太、山本嘉次郎                  | 藤田進、黒川彌太郎、沼崎勲、中村彰、高田稔                 | 111分/黑白                   |
| 1944年   | 《雷撃隊出動》                                                     | 東寶 / 電影發行社                             | 山本嘉次郎                            | 藤田進、森雅之、河野秋武、大河内傳次郎、月田一郎           | 95分/黑白                    |
| 1946年   | 《創造明日的人們》                                                 | 東寶                                          | 山形雄策、山本嘉次郎                  | 藤田進、高峰秀子、薄田研二、森雅之、竹久千惠子             | 82分/黑白                    |
| 1947年   | 《四個戀愛故事 第三集 戀愛是溫柔的》                               | 東寶                                          | 山崎謙太                              | 榎本健一、若山節子、飯田蝶子                               | -分/黑白                     |
| 1947年   | 《新馬鹿時代 前篇》                                                | 東寶                                          | 小國英雄                              | 古川綠波、榎本健一、高田稔、三益愛子、花井蘭子             | -分/黑白                     |
| 1947年   | 《新馬鹿時代 後篇》                                                | 東寶                                          | 小國英雄                              | 古川綠波、榎本健一、高田稔、三益愛子、花井蘭子             | -分/黑白                     |
| 1947年   | 《春之饗宴》                                                       | 東寶                                          | 山本嘉次郎                            | 池部良、若山節子、藤原釜足、轟夕起子、橘薫                 | -分/黑白                     |
| 1949年   | 《風之子》                                                         | 電影藝術協會、太泉製作 / 東寶                 | 山本嘉次郎                            | 夏川靜江、竹久千惠子、渡邊篤、進藤英太郎、藤原釜足         | -分/黑白                     |
| 1949年   | 《春之戲》                                                         | 電影藝術協會、新東寶 / 東宝                   | 山本嘉次郎                            | 德川夢聲、宇野重吉、飯田蝶子、高峰秀子、三島雅夫           | 109分/黑白                   |
| 1950年   | 《逃獄》                                                           | 太泉電影、電影藝術協會 / 東京電影發行         | 山本嘉次郎                            | 高峰三枝子、三船敏郎、小澤榮、志村喬                       | -分/黑白                     |
| 1950年   | 《真珠夫人 處女之卷》                                              | 大映東京攝影棚 / 大映                         | 山本嘉次郎                            | 高峰三枝子、池部良、小杉勇、星美千子、春日俊次             | 87分/黑白                    |
| 1950年   | 《真珠夫人 人妻之卷》                                              | 大映東京攝影棚 / 大映                         | 山本嘉次郎                            | 高峰三枝子、二本柳寛、星美千子、春日俊次、澤村貞子         | 89分/黑白                    |
| 1951年   | 《悲歌》                                                           | 電影技術協會、東寶 / 東宝                     | 山本嘉次郎、小國英雄                  | 上原謙、高峰三枝子、三船敏郎、志村喬、三原純               | -分/黑白                     |
| 1951年   | 《希望先生 上班族虎之卷》                                          | 東寶                                          | 山本嘉次郎、井手俊郎                  | 小林桂樹、三好榮子、東野英治郎、高千穗日鶴、大森義夫       | -分/黑白                     |
| 1951年   | 《女人心誰人知》                                                   | 東寶                                          | 八住利雄、山本嘉次郎                  | 高峰三枝子、池部良、三船敏郎、香川京子、飯田蝶子           | -分/黑白                     |
| 1952年   | 《七色之街》                                                       | 東寶                                          | 山本嘉次郎                            | 池部良、越路吹雪、岡田茉莉子、廣瀨嘉子、古川綠波           | -分/黑白                     |
| 1953年   | 《戀愛風雲兒》                                                     | 東寶                                          | 山本嘉次郎                            | 藤田進、原節子、志村喬、榎本健一、進藤英太郎               | -分/黑白                     |
| 1953年   | 《花中的女兒們》                                                   | 東寶                                          | 山本嘉次郎、西島大                    | 小堀誠、本間文子、鴨田清、岡田茉莉子、杉葉子               | -分/彩色                     |
| 1953年   | 《誘蛾燈》                                                         | 東寶                                          | 豬俣勝人、山本嘉次郎                  | 池部良、伊豆肇、杉葉子、大谷友右衛門、八千草薫             | -分/黑白                     |
| 1954年   | 《少爺社員》                                                       | 東寶                                          | 池田一朗、山本嘉次郎                  | 小林桂樹、藤間紫、伊豆肇、河内桃子、汐見洋                 | -分/黑白                     |
| 1954年   | 《續少爺社員》                                                     | 東寶                                          | 池田一朗、山本嘉次郎                  | 小林桂樹、藤間紫、河内桃子、伊豆肇、紫千鶴                 | -分/黑白                     |
| 1954年   | 《星期六的天使》                                                   | 東寶                                          | 梅田晴夫、山田嘉次郎                  | 森繁久彌、澤村貞子、鹽澤登代路、藤木悠、雪村泉             | -分/黑白                     |
| 1955年   | 《男性No.1》                                                       | 東寶                                          | 井手俊郎                              | 鶴田浩二、三船敏郎、岡田茉莉子、越路吹雪、藤木悠           | -分/黑白                     |
| 1955年   | 《俺也是男人》                                                     | 新東寶                                        | 松浦健郎                              | 鶴田浩二、筑紫明美、久保菜穗子、安西鄉子                   | 86分/黑白                    |
| 1955年   | 《有話不說右門捕物帖 鬼面屋敷》                                    | 東寶                                          | 山本嘉次郎、加藤泰                    | 嵐寛壽郎、榎本健一、志村喬、柳家金語樓、上田吉二郎         | -分/黑白                     |
| 1955年   | 《愛的歷史》                                                       | 東京電影 / 東宝                               | 須崎勝彌、山本嘉次郎                  | 鶴田浩二、司葉子、藤田進、市川春代、藤木悠                 | -分/黑白                     |
| 1956年   | 《暗黑街》                                                         | 東寶                                          | 若尾德平                              | 鶴田浩二、三船敏郎、青山京子、根岸明美、小泉博             | -分/黑白                     |
| 1956年   | 《千金小姐登場》                                                   | 東寶                                          | 椿澄夫、山本嘉次郎                    | 雪村泉、池部良、古川綠波、柳家金語樓、宮城麻里子           | -分/黑白                     |
| 1956年   | 《標高8125米 站在馬納斯盧峰上》                                    | 每日電影社 / 映配                             | -                                     | 解説：森繁久彌                                             | -分/彩色                     |
| 1957年   | 《「動物園故事」象》                                               | 東寶                                          | 山本嘉次郎                            | 榎本健一、本間文子、小林桂樹、生方莊兒、堺左千夫           | -分/黑白                     |
| 1957年   | 《善太和三平故事 風中的孩童》                                      | 東寶                                          | 山本嘉次郎                            | 笠智衆、英百合子、加藤和夫、津島惠子、久保賢               | -分/黑白                     |
| 1957年   | 《善太和三平故事 鬼怪的世界》                                      | 東寶                                          | 山本嘉次郎                            | 笠智衆、英百合子、加藤和夫、津島惠子、久保賢               | -分/黑白                     |
| 1958年   | 《爵士女有光榮》                                                   | 東寶                                          | 山本嘉次郎、蓮池義雄                  | 濱村美智子、小泉博、江原達怡、久慈麻美、山田真二           | -分/黑白                     |
| 1958年   | 《東京的假日》                                                     | 東寶                                          | 井手俊郎、山田嘉次郎                  | 山口淑子、澤村伊紀雄、三好榮子、小杉義男、出雲八惠子       | -分/彩色/東寶Scope           |
| 1959年   | 《孫悟空》                                                         | 東寶                                          | 村田武雄、山本嘉次郎                  | 三木憲平、市川福太郎、千葉信男、中村是好                   | -分/伊士曼彩色負片/東寶Scope |
| 1960年   | 《銀座退屈女》                                                     | 東寶                                          | 若尾德平                              | 中島園美、小泉博、柳家金語樓、水野久美、北明美             | -分/黑白/東寶Scope           |
| 1964年   | 《天才詐欺師物語 狸之花道》                                        | 東寶                                          | 平戶延介（山本嘉次郎）                | 小林桂樹、三木憲平、森繁久彌、山茶花究、淡路惠子           | -分/彩色/東寶Scope           |
| 1964年   | 《花之江戶之無責任》                                               | 東寶                                          | 田波靖男、山本嘉次郎                  | 植木等、谷啓、花肇、草笛光子、團令子                       | 89分/彩色/東寶Scope          |
| 1965年   | 《狸之大將》                                                       | 東寶                                          | 山本嘉次郎                            | 小林桂樹、淡路惠子、伴淳三郎、中北千枝子、望月哲也         | -分/彩色/東寶Scope           |
| 1966年   | 《狸之國王》                                                       | 東寶                                          | 坪島孝、山本嘉次郎                    | 小林桂樹、草笛光子、伴淳三郎、團令子、伏谷治樹             | -分/彩色/東寶Scope           |
| 1966年   | 《狸之假日》                                                       | 東寶                                          | 米澤純一、山本嘉次郎                  | 高島忠夫、有島一郎、草笛光子、高橋紀子、伴淳三郎           | -分/彩色/東寶Scope           |

### 演出作品
- 《未来の大名優》，無名映画協会，1922年。
- 《愛の導き》小笠原プロ，1923年：飾神坂雪雄。
- 《山語らず》，帝キネ東京，1924年。
- 《輝ける扉》，マキノ東京，1925年：飾許婚道夫。
- 《男児一諾》，マキノ東京，1926年：飾夜中之影（俠盗）。
- 《名士》，マキノ東京，1926年：飾農學士杉山次郎作。
- 《港の謙吉》，タカマツプロ吾嬬，1926年：飾林徳生（領事館員）。
- 《楠公の唄》，タカマツ・アズマプロ，1926年：飾亞柳諾夫。
- 《国境の血涙》，タカマツプロ，1926年：飾戀人。
- 《二人の女性》，タカマツ・アズマプロ，1927年：飾五十嵐哲。
- 《陽炎の舞》，タカマツ・アズマプロ，1927年：飾東條不二男。
- 《金の卵　Golden Girl》，東寶，1952年：特別客串演出。
- 《恐妻党総裁に栄光あれ》，東寶，1960年。

### 書籍
- 《馬》，大元社，1940年。
- 《カツドウヤ紳士録》，大日本雄弁会講談社，1951年。
- 《カツドオヤ人類学》，養徳社，1951年。
- 《カツドオヤという名の人類》，東成社，1953年。
- 《カツドウヤ水路》，筑摩書房，1965年。
- 《東京横浜300円味の店》，有紀書房，1965年。
- 《新・東京横浜300円味の店》，有紀書房，1966年。
- 《洋食考》，すまいの研究社，1970年。
- 《東京周辺500円味の店》，有紀書房，1970年。
- 《春や春カツドウヤ》，日芸出版，1971年。
- 《のれん》，はとバス興業，1971年。
- 《カツドウヤ自他伝》，昭文社出版部，1972年。
- 《日本三大洋食考》，昭文社出版部，1973年。

## 內部連結
- 黑澤明

## 外部連結
- （日語）山本嘉次郎 （页面存档备份，存于）